# Lau Veldt
Laurens (Lau) Veldt (nascido em 18 de junho de 1953) é um ex-ciclista de pista holandês. No Campeonato Mundial de Pista em 1978, Veldt conquistou a medalha de bronze competido no tandem juntamente com Sjaak Pieters. Representou os Países Baixos na prova de velocidade masculino nos Jogos Olímpicos de Verão de 1980 em Moscou.